# جنگل‌های ساحلی سنقا–بیوکو
جنگل‌های ساحلی سنقا-بیوکو (به لاتین: Cross–Sanaga–Bioko coastal forests) یک جنگل و منطقهٔ مسکونی در کامرون است.